# Zhai Jun
Zhai Jun (chinois : 翟隽 ; pinyin : zhái jùn), né en décembre 1954 est un diplomate chinois et a été l’ambassadeur de la Chine en France du 20 février 2014 au 21 octobre 2019.

## Biographie
Né en décembre 1954 à dans la province de Hebei, Zhai Jun est un diplomate chinois. Il a été ambassadeur de Chine en Libye de juillet 1997 à juin 2000. Il a ensuite été ministre adjoint des Affaires étrangères en Chine de 2009 à 2014 avant d'être nommé ambassadeur de Chine en France en janvier 2014, en remplacement de Kong Quan, entrant dans ses fonctions le 20 février 2014.